# Ачимович, Миленко
Миле́нко Ачи́мович (серб. Миленко Аћимовић, словен. Milenko Ačimovič; родился 15 февраля 1977, Любляна) — словенский футболист, играл на позиции полузащитника. Провёл 74 матча за сборную Словении. Главный тренер молодёжной сборной Словении.

## Карьера

### Клубная
Ачимович родился в Любляне, в семье сербов. Свой путь в большом футболе он начинал в школе «Олимпии», но первый официальный матч Миленко провёл в составе «Железничара». В 1996 году он вернулся в «Олимпию», в которой отыграл два сезона. В 1998 году Ачимович перешёл в «Црвену Звезду». В белградском клубе он стал прочным игроком основы, а успешное выступление словенской сборной на Евро-2000 и ЧМ-2002 привлекло к Ачимовичу внимание со стороны известных европейских клубов.
В 2002 году Миленко подписал контракт с «Тоттенхэмом», но заиграть в Премьер-лиге так и не смог. Если в первом сезоне он изредка появлялся на поле, то во втором прочно сел на скамейку запасных. Всего за «Тоттенхэм» Ачимович сыграл 17 матчей.
Следующим клубом Миленко стал «Лилль», в который он перешёл в 2004 году. Именно во французском клубе прошёл наиболее яркий отрезок карьеры словенца. В сезоне 2004/05 «Лилль» завоевал серебро чемпионата Франции и добился права участвовать в Лиге чемпионов. В этом престижном турнире «Лилль» хоть и не вышел из группы, но оставив позади себя «Манчестер Юнайтед», попал в Кубок УЕФА, из которого выбыл на стадии 1/16.
После двух с половиной сезонов во Франции Ачимович, неожиданно для многих, отправился в «Аль-Иттихад» из Джидды. В Саудовской Аравии у Миленко ничего не получилось — за весь сезон он ни разу не появился на поле. В 2007 году контракт был расторгнут по обоюдному согласию сторон. В том же 2007 Ачимович заключил контракт с венской «Аустрией», в которой играл до завершения карьеры, являясь крепким игроком основы. В сезоне 2009—2010 Миленко был назван капитаном венского клуба. В апреле словенец получил травму колена, после которой восстановиться окончательно не смог и в сентябре 2010 года заявил о завершении карьеры.

### Международная
Ачимович дебютировал в сборной Словении 22 марта 1998 года, в матче против сборной Чехии. В составе словенской сборной участвовал в Евро-2000 и чемпионате мира 2002 года, где сумел забить гол в ворота Парагвая. О завершении международной карьеры Ачимович заявил 28 марта 2007 года, после поражения от Нидерландов. Всего за сборную Миленко сыграл 74 матча, в которых забил 13 мячей.

## Достижения
«Црвена Звезда»
- Чемпион Сербии и Черногории: 2000, 2001
- Обладатель Кубка Сербии и Черногории: 1999, 2000, 2002

«Лилль»
- Обладатель Кубка Интертото: 2004
- Вице-чемпион Франции: 2005